# Matelea flavidula
Matelea flavidula är en oleanderväxtart som först beskrevs av Alvin Wentworth Chapman, och fick sitt nu gällande namn av R. E. Woodson. Matelea flavidula ingår i släktet Matelea och familjen oleanderväxter. Inga underarter finns listade i Catalogue of Life.